# Simpsons Roasting on an Open Fire
"Simpsons Roasting on an Open Fire" (em português:  Simpsons assando na lareira), também conhecido como "The Simpsons Christmas Special" (Especial de Natal dos Simpsons), é o primeiro episódio de The Simpsons a ser exibido, apesar de ter sido o oitavo produzido para a primeira temporada. Foi ao ar originalmente nos Estados Unidos em 17 de dezembro de 1989 na Fox. No episódio, Homer descobre que não receberá uma gratificação natalina e, assim sendo, não tem dinheiro para comprar presentes de Natal para a família. Ele decide manter em segredo seus problemas financeiros e consegue um emprego como Papai Noel de uma loja de departamentos, mas descobre que a remuneração não é o suficiente para comprar os presentes da família. Desesperados por um milagre, Homer e Bart vão até a pista de corrida de cães fazer uma aposta, na esperança de ganhar algum dinheiro.
O episódio foi escrito por Mimi Pond e dirigido por David Silverman. Seu título é uma paródia da canção "The Christmas Song", mais conhecida como "Chestnuts Roasting on an Open Fire" (Castanhas assando na lareira). "Simpsons Roasting on an Open Fire" foi indicado a dois prêmios Emmy em 1990, e recebeu críticas positivas dos analistas de televisão. Foi assistido por aproximadamente 13,4 milhões de telespectadores em sua exibição original.

## Desenvolvimento

### Origem deThe Simpsons

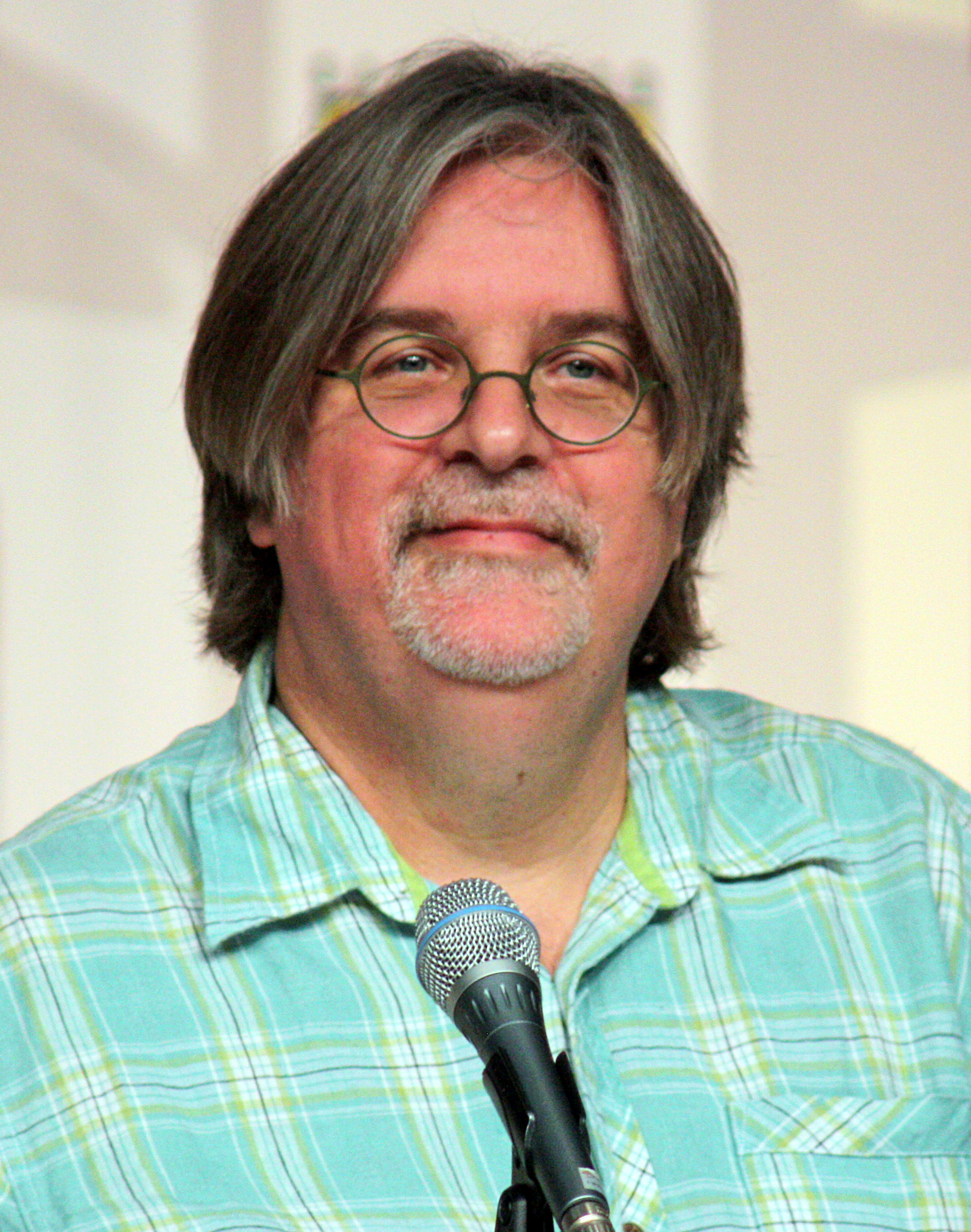
Matt Groening, criador de The Simpsons.

O criador de The Simpsons, Matt Groening, concebeu a ideia do seriado na sala de espera do escritório de James L. Brooks, produtor do The Tracy Ullman Show, que queria pequenas animações entre os quadros do programa. Brooks havia pedido a Groening que lhe desse uma ideia para uma série de curtas animados. Groening tinha a intenção de apresentar sua série de tiras em quadrinhos Life in Hell. No entanto, quando Groening percebeu que para animar Life in hell implicaria na rescisão dos direitos de publicação de sua obra, escolheu criar novos personagens, formulando sua versão de uma família disfuncional.
A família Simpson fez sua primeira aparição nos curtas animados exibidos no The Tracy Ullman Show em 19 de abril de 1987. Groening apresentou apenas esboços aos animadores, presumindo que eles iriam ser melhorados no processo de produção. No entanto, os animadores simplesmente reproduziram seus desenhos, o que deu origem à aparência imperfeita dos personagens nos primeiros curtas. Em 1989, uma equipe de companhias de produção transformou The Simpsons em uma série de meia hora para a FOX. Brooks negociou uma cláusula no contrato com a Fox que impedia a emissora de interferir no conteúdo do programa. Groening disse que seu objetivo ao criar o programa era o de oferecer ao público uma alternativa ao "lixo mainstream" que assistiam. A série de meia hora estreou em 17 de dezembro de 1989 com o episódio "O Prêmio de Natal". Curiosamente, na mesma data era realizado o segundo turno da primeira eleição presidencial brasileira em 29 anos.

### Produção

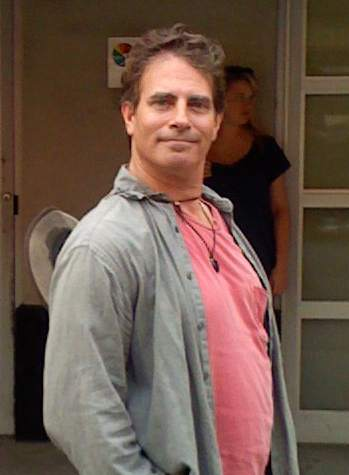
David Silverman dirigiu o episódio.

"Simpsons Roasting on an Open Fire" foi o primeiro episódio de The Simpsons a ser exibido e a FOX estava preocupada, duvidando se um desenho animado conseguiria atrair a atenção do público durante 30 minutos do horário nobre. Inicialmente, a emissora sugeriu que, ao invés de episódios de 25 minutos, fossem produzidos três curtas de 7 minutos e quatro especiais até que o desenho pudesse cativar a audiência, No entanto, com o sucesso do episódio de estreia, a FOX encomendou 13 episódios de 25 minutos. Originalmente, o primeiro episódio a ser exibido seria "Some Enchanted Evening" no outono de 1989, mas devido a problemas com a animação deste episódio, a série estreou em 17 de dezembro com "Simpsons Roasting on an Open Fire". "Some Enchanted Evening" foi exibido como último episódio da temporada em 13 de maio de 1990. O episódio, por ser o primeiro a ser exibido, não possui a famosa sequência de abertura, que só foi adicionada a partir do segundo episódio, quando Groening percebeu que uma sequência de abertura resultava em menos tempo de animação a ser produzida para cada episódio.
A parte do "Papai Noel de vários países" do espetáculo de Natal da Escola Primária de Springfield se baseia na experiência de Groening na segunda série, quando ele fez um relatório sobre o Natal na Rússia. Groening também usou essa referência em sua tira em quadrinhos Life in hell, onde um personagem diz que é muito mau que sua avó esteja na Rússia, já que lá o Natal é contra a lei. Além disso, Groening diz que este episódio foi incorretamente creditado como criador da "versão alternativa" de "Jingle Bells", que se tornou uma canção conhecida em brincadeiras de crianças.
David Silverman dirigiu o episódio, apesar de Rich Moore ter feito o storyboard e desenhado o personagem de Ned Flanders. Muitas das cenas foram animadas por Eric Stefani, irmão da cantora Gwen Stefani. Neste episódio, Barney tinha cabelos amarelos (mesma cor que sua pele), mas foram posteriormente substituídos por cabelos marrons, devido a decisão de que somente membros da família Simpson deveriam ter essa cor de cabelo. O episódio trouxe as primeiras aparições de Seymour Skinner, Milhouse Van Houten, Sherri e Terri, Moe Szyslak, Sr. Burns, Barney Gumble, Patty e Selma Bouvier, Ned e Todd Flanders, Ajudante de Papai Noel, Bola de Neve II, Dewey Largo e Lewis. Bola de Neve I é citada no episódio, enquanto a voz de Waylon Smithers pode ser ouvida no alto-falante da usina, apesar dele não aparecer.

## Enredo
Depois de comparecer ao espetáculo de Natal da Escola Primária de Springfield, os Simpsons começam a se preparar para a temporada de festas. Marge pede a Bart e Lisa que lhe entreguem as cartas que escreveram para o Papai Noel. Lisa quer ganhar um pônei, enquanto Bart pede uma tatuagem de presente. Na manhã seguinte, Marge leva as crianças ao shopping para fazer as compras de Natal. Bart escapa até a loja de tatuagens, onde começa a fazer uma tatuagem que diz "Mãe". Com a tatuagem parcialmente concluída, Marge o surpreende na loja e o arrasta até a clínica de dermatologia para que o desenho seja removido. Acreditando que Homer receberá uma gratificação de fim de ano, ela gasta todo o dinheiro que a família havia reservado para fazer as compras de Natal no procedimento. Enquanto isso, na usina nuclear, o chefe de Homer, o Sr. Burns, anuncia aos empregados que não haverá o pagamento de gratificação natalina naquele ano.
Ao chegar em casa do trabalho, Homer descobre que a família não terá dinheiro para comprar os presentes de Natal. Ele não quer deixar a família preocupada, e decide não revelar que não irá receber a gratificação de fim de ano, se propondo a fazer as compras de Natal no lugar de Marge. Homer aceita o emprego de Papai Noel no shopping center por sugestão de seu amigo Barney Gumble. Na véspera de Natal, Bart vai até o shopping para infernizar o Papai Noel e acaba descobrindo o segredo de Homer. Depois de receber menos do que esperava pelo seu trabalho como Papai Noel (devido à dedução do imposto de renda), Homer segue para as pistas de corrida de cães com Bart, onde poderá ganhar algum dinheiro facilmente, de acordo com Barney.
Na pista de corridas, apesar dos conselho de Barney para apostar num cachorro chamado Turbilhão, Home decide apostar todo o dinheiro num cachorro chamado Ajudante de Papai Noel, acreditando que seu nome é algum tipo de sinal. O greyhound, cujas chances eram de uma em 99, termina a corrida em último lugar. Enquanto Homer e Bart deixam a pista, vêem o dono do cachorro abandoná-lo porque ele perdeu a corrida. Bart pede a Homer para que adotem o cão como animal de estimação, o que ele relutantemente aceita. Quando Bart e Homer voltam para casa, Homer começa a contar a verdade para a família, mas eles presumem que o Ajudante de Papai Noel é o presente de Natal de Homer para todos eles.

## Recepção
Em sua exibição original, "Simpsons Roasting on an Open Fire" teve aproximadamente 13,4 milhões de telespectadores, e recebeu 14.5 pontos de share no Nielsen Ratings, sendo o segundo programa de maior audiência da FOX até então. O episódio foi indicado para dois Emmy Awards em 1990: melhor programa de animação e melhor edição de uma minissérie ou especial. Como o episódio foi considerado um especial e não parte da série, isso possibilitou que The Simpsons recebesse duas indicações ao prêmio de melhor programa de animação naquele ano. "Uma Vida Turbulenta", outro episódio da série, levou a estatueta.
Desde sua exibição, o episódio tem recebido críticas positivas dos analistas de televisão. Robert Canning da IGN, numa crítica de 2008 ao episódio, notou que "embora não seja o mais engraçado dos episódios, ele certamente foi inovador. [...] Com esse episódio, The Simpsons estabeleceu sua premissa e certamente tinha a sua vantagem". Em 2009, o site colocou o episódio em quarto lugar em sua lista de dez melhores especiais de Natal, afirmando que "com seu senso de humor fora de rumo com o qual aprendemos a amar The Simpsons, e uma história mostrando o valor da família no Natal, não podemos deixar de assistir a este grande especial a cada ano".
"Simpsons Roasting on an Open Fire" também virou material de estudo para os cursos de sociologia da Universidade da Califórnia em Berkeley, onde é utilizado para "analisar as questões da produção e recepção de bens culturais", e descobrir o que está "tentando dizer ao público sobre os aspectos, em primeiro lugar, da sociedade americana e, em menor medida, sobre outras sociedades". Algumas perguntas feitas durante os cursos são: "Quais aspectos da sociedade norte-americana estão sendo abordadas no episódio? Quais destes aspectos são usados para fazer valer os pontos de vista? Como é transmitida a sátira: através da linguagem? De desenhos? Da música? O comportamento de cada personagem é coerente com seu caráter desenvolvido ao longo dos anos? Podemos identificar elementos do contexto histórico/político que os escritores estão satirizando? Qual é a diferença entre a sátira e a paródia?".